# Tramlink
Tramlink er et netværk af sporvognslinjer i Sydlondon. Sporvognene kører fra Wimbledon i vest, til Beckenham Junction, Elmers End og Addington i øst. Netværkets hovedtyngde ligger i byen Croydon, og var tidligere kendt som Croydon Tramlink.
Sporvognene drives af selskabet FirstGroup på vegne af Greater Londons transportmyndighed Transport for London. Transport for London har i senere tid givet udtryk for at ville overtage driften selv, og har vundet buddet på driften af netværket. Myndigheden, repræsenteret af datterforeningen London Trams, overtager driften senere i 2008.

## Eksterne links
- London Trams' hjemmeside
- Sporvognsrejser: London Tramlink

51°23′14″N 0°08′04″V / 51.3872°N 0.1344°V